# Gimme That
«Gimme That» es una canción del cantante estadounidense de R&B Chris Brown, perteneciente a su álbum homónimo. El remix oficial, escrito por Dwayne Carter, Scott Storch y Sean Garrett, cuenta con la colaboración del rapero Lil Wayne y fue lanzado como sencillo, aunque el remix no aparece en la versión estándar. Fue estrenado como el tercer sencillo del álbum en abril de 2006 y llegó a la posición 15 del Billboard Hot 100.

## Información
Según entrevistas de 2005, Brown consideró elegir esta canción como segundo sencillo del álbum, aunque finalmente eligió "Yo (Excuse Me Miss)". Además, "Gimme That" apareció al final del videoclip de "Yo (Excuse Me Miss)".

## Videoclip
El videoclip fue dirigido por Erik White, quien también dirigió los videoclips de "Run It!" y "Yo (Excuse Me Miss)". Fue inspirado por los videos de Smooth Criminal y You Rock My World, ambos de Michael Jackson. Fue grabado en la Union Station de Los Ángeles.
El videoclip comienza con Brown andando hacia la estación. Después de llamar la atención de una chica cerca de él, se queda dormido escuchando "Poppin'" en su Walkman Bean. En su sueño, la estación se convierte en el Harlem de los años 1920. Él interpreta a un hombre de negocios y la chica a una mujer rica. Al final, Brown y la chica están a punto de besarse pero es despertado por Lil Wayne.

## Posición en listas
| Lista (2006)                                      | Posición máxima |
| ------------------------------------------------- | --------------- |
| Alemania (Media Control Charts)                   | 47              |
| Irlanda (Irish Singles Chart)                     | 26              |
| Países Bajos (Single Top 100)                     | 94              |
| Reino Unido Singles (The Official Charts Company) | 23              |
| Suiza (Media Control Charts)                      | 30              |
| Estados Unidos (Billboard Hot 100)                | 15              |
| Estados Unidos Hot R&B/Hip-Hop Songs (Billboard)  | 5               |
| Estados Unidos Pop Songs (Billboard)              | 25              |

## Créditos y personal
- Voz: Chris Brown y Dwayne Carter
- Escritores: Dwayne Carter, Scott Storch y Sean Garrett
- Masterizado por: Herb Powers Jr
- Ingeniero asistente: Patrick Magee
- Guitarra: Aaron Fishbein
- Mezclado por: Brian Stanley y Val Braithwaite
- Fotografía: Clay Patrick McBride
- Grabado por: Charles McCrorey, Carlos Paucar, Conrad Golding y Wayne Allison

- Datos: Q1524777